# Usini
Usini – miejscowość i gmina we Włoszech, w regionie Sardynia, w prowincji Sassari.
Według danych na rok 2004 gminę zamieszkiwały 3742 osoby, 124,7 os./km². Graniczy z Ittiri, Ossi, Sassari, Tissi i Uri.